# Бовсунівська сільська рада
Бовсунівська сільська рада — колишня адміністративно-територіальна одиниця та орган місцевого самоврядування у Лугинському, Олевському і Коростенському районах, Коростенської й Волинської округ, Київської і Житомирської областей УРСР та України з адміністративним центром у с. Бовсуни.

## Населені пункти
Сільській раді були підпорядковані населені пункти:
- с. Бовсуни
- с. Діброва
- с. Солов'ї

## Населення
Кількість населення ради, станом на 1923 рік, становила 2 326 осіб, кількість дворів — 522.
Відповідно до результатів перепису населення 1989 року, кількість населення ради, станом на 1 грудня 1989 року, складала 1 692 особи.
Станом на 5 грудня 2001 року, відповідно до перепису населення України, кількість мешканців сільської ради складала 1 245 осіб.

## Склад ради
Рада складалася з 16 депутатів та голови.

## Керівний склад сільської ради
| ПІБ                          | Основні відомості                                                 | Дата обрання | Дата звільнення |
| ---------------------------- | ----------------------------------------------------------------- | ------------ | --------------- |
| Міщенко Микола Володимирович | Сільський голова, 1975 року народження, освіта, безпартійний      | 26.03.2006   | 31.10.2010      |
| Міщенко Микола Володимирович | Сільський голова, 1975 року народження, освіта вища, безпартійний | 31.10.2010   |                 |

Примітка: таблиця складена за даними джерела

## Історія
Утворена у 1923 році в складі сіл Бовсуни, Рудня-Вигранка та Рудня-Гамарня Лугинської волості Коростенського повіту Волинської губернії. 8 вересня 1925 року села Рудня-Вигранська та Рудня-Гамарня увійшли до складу новоствореної Руднє-Вигранської сільської ради Лугинського району. Станом на 17 грудня 1926 року на обліку в раді числились хутори Захарів, Корніїв та Марків, котрі, станом на 1 жовтня 1941 року, зняті з обліку населених пунктів.
Відповідно до інформації довідника «Українська РСР. Адміністративно-територіальний поділ», станом на 1 вересня 1946 року сільрада входила до складу Лугинського району, на обліку в раді перебувало с. Бовсуни.
5 березня 1959 року до складу ради було приєднано територію та села Діброва й Солов'ї ліквідованої Солов'ївської сільської ради Лугинського району Житомирської області.
Станом на 1 січня 1972 року сільська рада входила до складу Лугинського району Житомирської області, на обліку в раді перебували села Бовсуни, Діброва та Солов'ї.
Виключена з облікових даних 17 липня 2020 року. Територію та населені пункти ради, відповідно до розпорядження Кабінету Міністрів України № 711-р від 12 червня 2020 року «Про визначення адміністративних центрів та затвердження територій територіальних громад Житомирської області», включено до складу Лугинської селищної територіальної громади Коростенського району Житомирської області.
Входила до складу Лугинського (7.03.1923 р., 8.12.1966 р.), Олевського (30.12.1962 р.) та Коростенського (4.01.1965 р.) районів.